# Sóng gió cuộc đời
Khluen Chiwit (Tiếng Thái: คลื่นชีวิต lit. "Life's Waves", tên tiếng Việt: Sóng gió cuộc đời) là bộ phim truyền hình Thái Lan năm 2017 với sự tham gia của Prin Suparat, Urassaya Sperbund, Louis Scott, Jarinporn Joonkiat, Masu Junyangdikul và Nuttanicha Dungwattanawanich. Bộ phim được phát sóng trên đài CH3 Thái từ ngày 23 tháng 01 đến 13 tháng 03 năm 2017 vào thứ hai và thứ ba hàng tuần. Bộ phim dựa theo cuốn tiểu thuyết cùng tên và là phiên bản làm lại phim truyền hình cùng tên năm 1995. Đây là bộ phim thứ hai của Prin Suparat and Urassaya Sperbund đóng chung sau 6 năm từ bộ phim Tawan Deard (Cao bồi Bangkok)..

## Nội dung
Jeerawat (Yaya) là một diễn viên người mẫu. Cô có một tuổi thơ bất hạnh, mẹ cô để cô lại cho bà rồi bỏ đi theo một người đàn ông giàu có. Jee không thích bố dượng bởi vì ông ta rất hay hăm dọa cưỡng đoạt cô khi có cơ hội. Vì vậy Jee thường xuyên tìm đến rượu để quên hết tất cả mọi việc. Trong công việc, Jee luôn vấp phải sự cạnh tranh và chỉ trích của đối thủ, hơn hết đối thủ của Jee lại chính là nhân tình của bố dượng cô. Chính vì thế Jee rất hận bố dượng lẫn cô nhân tình kia và mỗi lần như thế Jee lại tìm đến rượu. Nhưng sóng gió trong cuộc đời của Jee bắt đầu do tác dụng của thuốc ngủ khiến cô lái xe trong trạng thái say ngủ, mơ màng đâm trúng Tiwadee (Prim) - hôn thê của Sathit (Mark). Jeerawat là người dám làm dám chịu, ngay sau khi biết sự việc của Tiwdee, cô ấy sẵn sàng đến đồn cảnh sát đầu thú nhưng không kịp vì quản lý riêng Suki đã cho tài xế Stephan nhận tội thế cho cô. Sathit là luật sư có một tương lai xán lạn. Anh cũng chính là bạn với Chaiyan (Louis), đạo diễn và người quen biết với Jee. Sau cái chết của Tiew, Sathit suy sụp hoàn toàn. Jee cũng buồn vì điều này nhưng cô lại bào chửa rằng nguyên nhân là do bản thân đã sơ suất. Sathit đã nhiều lần gặp và chỉ trích Jee. Cũng trong thời gian đó, Chaiyan đã ở bên cạnh Jee giúp đỡ cô vượt qua những khó khăn, như một người bạn, người anh em tốt.
Sự việc không dừng ở đó, sau nhiều lần bắt gặp Jee đi cùng Chaiyan. Sathit nghĩ rằng Jee có cảm tình với Chaiyan và Piak (Toey) - vợ của Chaiyan cũng cho rằng thế. Piak nói với Sathit rằng Jee là kẻ thứ ba xen giữa cô và Chaiyan và họ sắp phải li dị. Bắt nguồn từ sự căm giận cái chết của Tiew, Sathit và Piak đã bắt tay nhau lập kế hoạch để hủy đi hình ảnh, sự nghiệp lẫn cuộc sống của Jee. Nhưng có một điều mà Sathit lại không ngờ rằng bước đi này của anh lại khiến trái tim anh lạc hướng và dần càng khiến anh và người anh căm ghét nhất xích lại gần nhau hơn...
Liệu sau bao sóng gió, Jee và Sathit có hoá giải được hiểu lầm và hận thù hay không? Tình yêu của họ sẽ đi đến đâu

## Diễn viên
- Prin Suparat vai Sathit Wacharaporn
- Urassaya Sperbund vai Jeerawat/Jee (Miss G)
- Louis Scott vai Chaiyan
- Jarinporn Joonkiat vai Piyakul / Piak
- Masu Junyangdikul vai Jade / Jett
- Nuttanicha Dungwattanawanich vai Dao / Daraka
- Wansiri Ongumpai vai Janjira / Jane
- Chotika Wongwilas vai Pim
- Prima Bhunjaroeun vai Tiwadee / Tiew (người yêu Sathit đã mất)
- Natthapong Chartpong vai Pan
- Mayurin Pongpudpunth vai Jariya (mẹ Jee)
- Teerapong Leowrakwong vai Sitata (bố dượng Jee)
- Santisuk Promsiri vai Pattana (bố Piak)
- Khwanruedi Klomklom vai Nawadee Banbodee (mẹ Tiew)
- Eckhai Ueasangkhomserot vai Suki (quản lý của Jee)
- Sriphan Chunechomboon vai Looknam (trợ lý Pim)
- Tassawan Seneewongse vai bà Jan (bà của Pan, bà nuôi Jee từ nhỏ)
- Prima Ratchata vai Sirirak
- Anant Boonnark vai Kru Aree (thầy dạy nhạc của Jee)
- Surint Karawoot vai Phichet (bạn Thit)
- Rossarin Jantra vai Juangjan
- Jack Chakapan vai Waethit
- Warit Sirisantana vai Ruth [diễn viên đóng với Jee]
- Jirada Moran vai Jeerawat (nhỏ)

## Ratings
Trong bảng thống kê màu xanh là tập có rating thấp nhất and màu đỏ là tập có rating cao nhất.
| Tập        | Ngày phát sóng | Tỉ lệ khán giả xem | Tỉ lệ khán giả xem |
| Tập        | Ngày phát sóng | AGB Nielsen        |                    |
| ---------- | -------------- | ------------------ | ------------------ |
| 1          | 23/01/2017     | 5.52%              |                    |
| 2          | 24/01/2017     | 5.39%              |                    |
| 3          | 30/01/2017     | 5.08%              |                    |
| 4          | 31/01/2017     | 5.50%              |                    |
| 5          | 06/02/2017     | 5.00%              |                    |
| 6          | 07/02/2017     | 5.34%              |                    |
| 7          | 13/02/2017     | 5.65%              |                    |
| 8          | 14/02/2017     | 5.50%              |                    |
| 9          | 20/02/2017     | 6.05%              |                    |
| 10         | 21/02/2017     | 6.51%              |                    |
| 11         | 27/02/2017     | 6.84%              |                    |
| 12         | 28/02/2017     | 5.36%              |                    |
| 13         | 06/03/2017     | 6.95%              |                    |
| 14         | 07/03/2017     | 7.22%              |                    |
| 15         | 13/03/2017     | 7.82%              |                    |
| Trung bình | Trung bình     | 5.98%              |                    |

## Đánh giá
Bộ phim này đánh giá là bộ phim hay nhất và hiện tại đạt rating cao nhất trên đài Channel 3 (CH3) năm 2017. Phim có lượng người xem cao trên trang Bilibili, và các trang mạng khác tại Trung Quốc. Khi bộ phim phát sóng, bộ phim có lượng trending rất cao qua các trang mạng Google và Twitter. Sau đó, bộ phim đón nhận tích cực từ khán giả Trung Quốc, Nga, Việt Nam, Malaysia, Indonesia, Philippins và các nước Ả Rập.
Bộ phim đạt được nhiều phản hồi tích cực của giới chuyên môn. Họ cho rằng đạo diễn muốn khai thác tiềm năng diễn xuất của các nhân vật. Họ cũng nhận định rằng: "Cả Prin Suparat và Urassaya Sperbund thể hiện tình yêu và tâm lý nội tâm nhân vật rất tốt. Mặt khác, Nuttanicha Dungwattanawanich, Masu Junyangdikul và Louis Scott là những diễn viên tạo nên bộ phim tạo sức hấp dẫn và đáng nhớ."
Theo Post Today, cả Prin và Urassya diễn xuất rất ăn ý và phản ứng hóa học rất tốt về tình yêu và thù hận giữa cả hai người.
Sau khi bộ phim kết thúc, khán giả muốn Prin Suparat và Urassaya Sperbund sẽ tiếp tục hợp tác với các dự án phim khác.

## Chiếu tại quốc gia khác
- Tại Philippines, phim phát sóng ngày 26/11/2018 với tựa đề Waves of Life, kỷ niệm 15 năm của GMA The Heart of Asia. Đây là bộ phim Thái thứ tư chiếu tại Philippines.
- Tại Việt Nam, phim phát sóng ngày 27/11/2018 với tựa đề Nước mắt ngôi sao phiên bản lồng tiếng phát sóng trên kênh HTV2.

## Ca khúc nhạc phim
- ยิ่งห้ามยิ่งหวั่นไหว / Ying Ham Ying Wanwai - Zeal
- อย่าบอกว่า / Ya Bok Wa - Warn Wunwarn
- จีบ…(May I ?) / Jeep - Namm Ronnadet (ep 15)
- Through The Rain - Nasser (phim chiếu kênh GMA Philippin).

## Giải thưởng và đề cử
| Năm  | Giải                                | Hạng mục                 | Đề cử                       | Kết quả   |
| ---- | ----------------------------------- | ------------------------ | --------------------------- | --------- |
| 2017 | Maya Award 2017                     | Most Popular Drama       | Khluen Chiwit               | Đề cử     |
| 2017 | Maya Award 2017                     | Best Director            | Ampaiporn Jitmaingong       | Đề cử     |
| 2017 | Maya Award 2017                     | Best Actor               | Prin Suparat                | Đề cử     |
| 2017 | Maya Award 2017                     | Best Actress             | Urassaya Sperbund           | Đề cử     |
| 2017 | Maya Award 2017                     | Best Supporting Actor    | Louis Scott                 | Đề cử     |
| 2017 | Maya Award 2017                     | Best Supporting Actress  | Jarinporn Joonkiat          | Đề cử     |
| 2017 | Maya Award 2017                     | Best Song                | Ying Ham Ying Wanwai - Zeal | Đề cử     |
| 2017 | Star Indy Award (DaraInside)        | Best Actress of The Year | Urassaya Sperbund           | Đoạt giải |
| 2017 | Star Indy Award (DaraInside)        | Best Supporting Actor    | Eckhai Ueasangkhomserot     | Đoạt giải |
| 2017 | Star Indy Award (DaraInside)        | Best Drama of the Year   | Khluen Chiwit               | Đoạt giải |
| 2017 | Sanook! สุดยอด Vote of the year 2017 | Best Actress             | Urassaya Sperbund           | Đoạt giải |
| 2017 | Sanook! สุดยอด Vote of the year 2017 | Best Drama               | Khluen Chiwit               | Đoạt giải |
| 2018 | Howe Award 2017                     | Best Actor               | Prin Suparat                | Đoạt giải |
| 2018 | Thai Top Talk-About 2018            | Top Talk-About TV Drama  | Khluen Chiwit               | Đoạt giải |
| 2018 | Thai Top Talk-About 2018            | Top Talk-About Actor     | Prin Suparat                | Đoạt giải |
| 2018 | Thai Top Talk-About 2018            | Best Supporting Actress  | Jarinporn Joonkiat          | Đề cử     |
| 2018 | 32th TV Gold Awards                 | Best Actress             | Urassaya Sperbund           | Đoạt giải |
| 2018 | Nine Entertain Awards 2018          | Best Drama               | Khluen Chiwit               | Đề cử     |
| 2018 | Nine Entertain Awards 2018          | Best Actor               | Prin Suparat                | Đề cử     |
| 2018 | Nine Entertain Awards 2018          | Best Actress             | Urassaya Sperbund           | Đề cử     |
| 2018 | Siamdara Stars Awards 2018          | Best Drama               | Khluen Chiwit               | Đề cử     |
| 2018 | Siamdara Stars Awards 2018          | Best Director            | Aew Ampaiporn Jitmaingong   | Đề cử     |
| 2018 | Siamdara Stars Awards 2018          | Best Actor               | Prin Suparat                | Đề cử     |
| 2018 | Siamdara Stars Awards 2018          | Best Actress             | Urassaya Sperbund           | Đề cử     |
| 2018 | 9th Nataraj Awards 2018             | Best Drama               | Khluen Chiwit               | Đề cử     |
| 2018 | 9th Nataraj Awards 2018             | Best Actor               | Prin Suparat                | Đề cử     |
| 2018 | 9th Nataraj Awards 2018             | Best Supporting Actor    | Louis Scott                 | Đề cử     |
| 2018 | 9th Nataraj Awards 2018             | Best Supporting Actress  | Jarinporn Joonkiat          | Đề cử     |
| 2018 | 9th Nataraj Awards 2018             | Best Song                | Ying Ham Ying Wanwai - Zeal | Đề cử     |